# Miha Pirih
Miha Pirih (ur. 10 marca 1978 w Jesenicach) – słoweński wioślarz, reprezentant Słowenii w wioślarskiej czwórce bez sternika podczas Letnich Igrzysk Olimpijskich w Pekinie.

## Osiągnięcia
- Mistrzostwa Świata – Eton 2006 – czwórka bez sternika – 5. miejsce.
- Mistrzostwa Świata – Monachium 2007 – czwórka bez sternika – 5. miejsce.
- Mistrzostwa Europy – Poznań 2007 – czwórka bez sternika – 6. miejsce.
- Igrzyska Olimpijskie – Pekin 2008 – czwórka bez sternika – 4. miejsce.
- Mistrzostwa Świata – Poznań 2009 – czwórka bez sternika – 3. miejsce.